# Ріп Торн
Елмор Руел (Ріп) Торн молодший (англ. Elmore Rual 'Rip' Torn, Jr.; 6 лютого 1931, Темпл, Техас — 9 липня 2019, Лейквілл, Коннектикут) — американський актор. Номінант на премію «Оскар» (1984), лауреат премії «Еммі» (1996).

## Біографія
Елмор Руел Торн молодший народився 6 лютого 1931 року в місті Темпл, штат Техас. Батько — Елмор Руел Торн старший агроном і економіст, мати — Тельма Мері Торн (до шлюбу Спейсек). Прізвисько Ріп є ім'ям усіх чоловіків в родині Торнів. Навчався в корпусі кадетів у Техаському університеті A & M, який закінчив у 1952 році. Служив офіцером військової поліції в армії США. Навчався в університеті Техасу, де він спеціалізувався в галузі тваринництва. Будучи досить наївним в молодості, він автостопом добрався до Голлівуду з ідеєю стати кінозіркою і заробити достатньо грошей, щоб купити ранчо. Успіх не прийшов відразу, як він сподівався, і Торну доводилося виступати в масовці. Його дебютом у кіно була невелика роль у фільмі Еліа Казана «Лялечка» (1956).

## Особисте життя
Ріп Торн був одружений з Енн Веджворт з 15 січня 1955 по 1961 року, у них народилася одна дитина. Вдруге одружився із Джеральдін Пейдж у 1963 році, а 13 червня 1987 року вона померла, від шлюбу залишилося троє дітей. У 1989 році Торн одружився з Емі Райт, народилося двоє доньок, Кеті та Анджеліка.
Помер 9 липня 2019 року в Лейквіллі, штат Коннектикут.

## Вибіркова фільмографія
| Рік  |    | Українська назва                  | Оригінальна назва                    | Роль                                                 |
| ---- | -- | --------------------------------- | ------------------------------------ | ---------------------------------------------------- |
| 1956 | ф  | Лялечка                           | Baby Doll                            | дантист (в титрах не зазначений)                     |
| 1957 | ф  | Обличчя в натовпі                 | A Face in the Crow                   | Баррі Міллс (в титрах не зазначений)                 |
| 1959 | ф  | Порк Чоп Хілл                     | Pork Chop Hill                       | лейтенант Волтер Б. Рассел мл.                       |
| 1961 | ф  | Король королів                    | King of Kings                        | Юда Іскаріот                                         |
| 1976 | ф  | Людина, яка впала на Землю        | The Man Who Fell to Earth            | Натан Брайс                                          |
| 1977 | ф  | Приватні файли Дж. Едгара Гувера  | The Private Files of J. Edgar Hoover | Двайт Вебб                                           |
| 1982 | ф  | Незнайомець спостерігає           | A Stranger Is Watching               | Арті Таггарт                                         |
| 1982 | ф  | Повелитель звірів                 | The Beastmaster                      | Маакс                                                |
| 1982 | ф  | Наврочили!                        | Jinxed!                              | Гарольд Бенсон                                       |
| 1984 | ф  | Спалах                            | Flashpoint                           | шериф Веллс                                          |
| 1984 | ф  | Заваруха в місті                  | City Heat                            | Праймо Пітт                                          |
| 1985 | ф  | Літо напрокат                     | Summer Rental                        | Скаллі                                               |
| 1987 | ф  | Всі запобіжні заходи              | Extreme Prejudice                    | шериф Генк Пірсон                                    |
| 1989 | ф  | Список жертв                      | Hit List                             | Вік Лука                                             |
| 1989 | ф  | Холодні ноги                      | Cold Feet                            | шериф                                                |
| 1990 | ф  |                                   | Beautiful Dreamers                   | Волт Вітмен                                          |
| 1990 | тф | На світанку                       | By Dawn's Early Light                | полковник Фарго                                      |
| 1991 | ф  | Водоспад смерті                   | Death Falls                          | Даб Фарлі                                            |
| 1993 | тф | За межами закону                  | Beyond the Law                       | заступник Бутч Прескотт                              |
| 1993 | ф  | Робот-поліцейський 3              | RoboCop 3                            | генеральний директор                                 |
| 1993 | ф  | Там, де річки течуть на північ    | Where the Rivers Flow North          | Ноель Лорд                                           |
| 1995 | ф  | Канадський бекон                  | Canadian Bacon                       | генерал Дік Панцер                                   |
| 1995 | ф  |                                   | How to Make an American Quilt        | Артур                                                |
| 1996 | ф  | Прибрати перископ                 | Down Periscope                       | адмірал Вінслоу                                      |
| 1997 | ф  | Процес та помилка                 | Trial and Error                      | Бенні Гіббс                                          |
| 1997 | мф | Геркулес                          | Hercules                             | Зевс (голос)                                         |
| 1997 | ф  | Люди в чорному                    | Men in Black                         | Зед                                                  |
| 1998 | ф  | Без відчуттів                     | Senseless                            | Ренделл Тайсон                                       |
| 1999 | ф  | Своя людина                       | The Insider                          | Джон Скенлон                                         |
| 2000 | ф  | Вундеркінди                       | Wonder Boys                          | Квентін Морвуд                                       |
| 2001 | ф  | Пішов ти, Фредді!                 | Freddy Got Fingered                  | Джим Броуді                                          |
| 2002 | ф  | Люди в чорному 2                  | Men in Black II                      | Зед                                                  |
| 2004 | ф  | Вишибайли                         | Dodgeball: A True Underdog Story     | Патч О'Хуліган                                       |
| 2005 | ф  |                                   | The Sisters                          | Марсія Пріор Гласс                                   |
| 2005 | ф  | Твої, мої і наші                  | Yours, Mine & Ours                   | Шерман                                               |
| 2006 | ф  | Марія-Антуанетта                  | Marie Antoinette                     | Луї XV                                               |
| 2006 | ф  | Капітан Зум. Академія супергероїв | Zoom                                 | Ларрабі                                              |
| 2007 | мф | Бі Муві: Медова змова             | Bee Movie                            | Поллен Джокс Генерал Лу Ло Дука (голос)              |
| 2008 | ф  | Серпень                           | August                               | Девід Стерлінг                                       |
| 2011 | ф  |                                   | The Legend of Awesomest Maximus      | король Луні                                          |
| 2012 | ф  | Люди в чорному 3                  | Men in Black 3                       | іншопланетянин на похоронах (в титрах не зазначений) |